# روملا دادایان
روملا نیکلایی دادایان (ارمنی: Ռոմելա Նիկոլայի Դադայան; انگلیسی: Romela Dadayan؛ زادهٔ ۲۲ اکتبر ۱۹۵۱) سیاست‌مدار، قانون‌گذار و آموزگار اهل جمهوری آرتساخ که عضو مجلس ملی این کشور می‌باشد.